# Sfinx van Gizeh

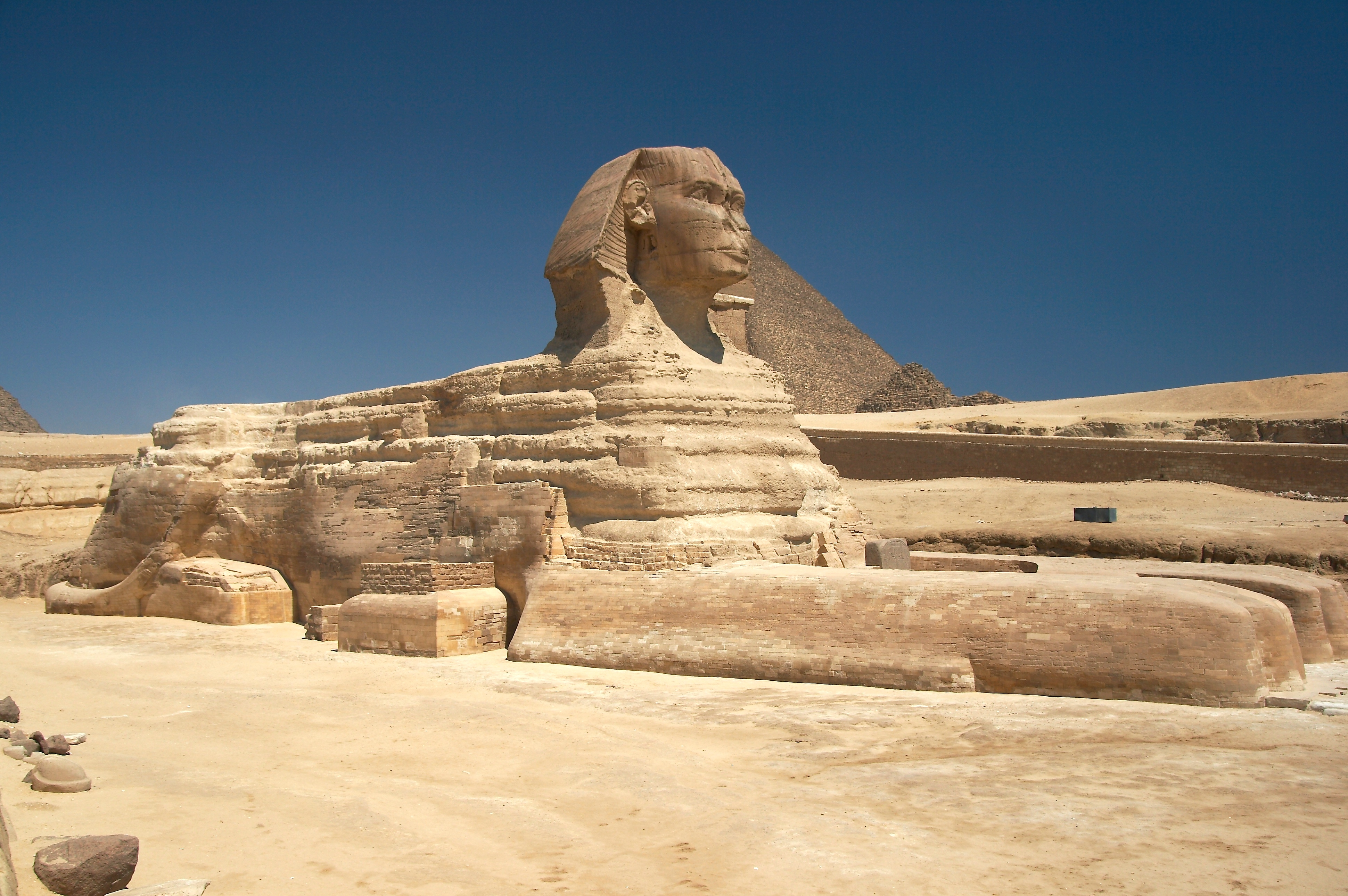
De Grote Sfinx van Gizeh

De Sfinx van Gizeh is het grootste en bekendste beeld van een sfinx ter wereld. Het staat bij de drie grote piramiden in Gizeh met de rug naar de Piramide van Chefren. Er bestaan nog veel onduidelijkheden over de sfinx, er zijn dan ook tal van theorieën over het ontstaan en de vorm. Ook zouden er nog ruimten onder de sfinx zijn, die nog niet zijn verkend.

## Beschrijving

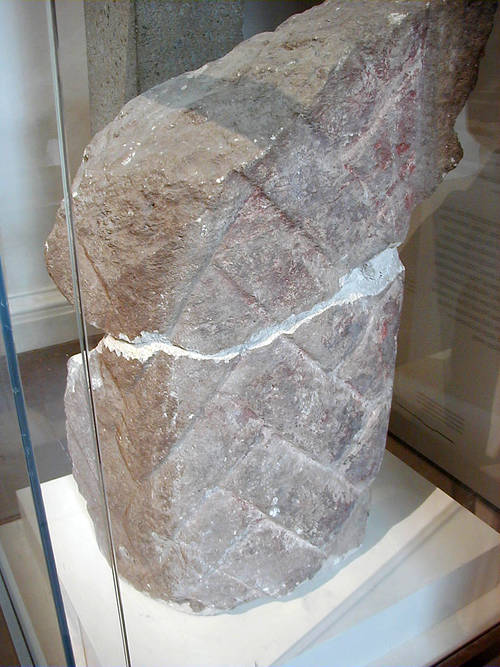
Fragmenten van de valse baard van de sfinx, kalksteen, British Museum, 14e eeuw v.Chr.

De Grote Sfinx van Egypte ligt naast de dodentempel van Chefren en is gehouwen uit een rotsachtige formatie van kalksteen die gevormd werd gedurende het Eoceen. Deze rotsformatie had al de ruwe kenmerken van de sfinx doordat ze jarenlang was blootgesteld aan de wind. Het terrein waarop de sfinx ligt, behoort duidelijk tot een steengroeve waaruit het steenmateriaal voor de piramide van Cheops gehaald is. De sfinx werd dus deels vrijgehakt uit de bodem.
Het beeld werd uitgehakt en gemodelleerd naar de vorm van een sfinx. De sfinx is 73 meter lang, 19 meter breed en 20 meter hoog. Hij bestaat uit drie lagen kalksteen. De onderste lagen bestaan uit zachte kalksteen, terwijl het hoofd uit een hardere laag bestaat. De neus van de sfinx is er gedurende de tijd afgevallen.

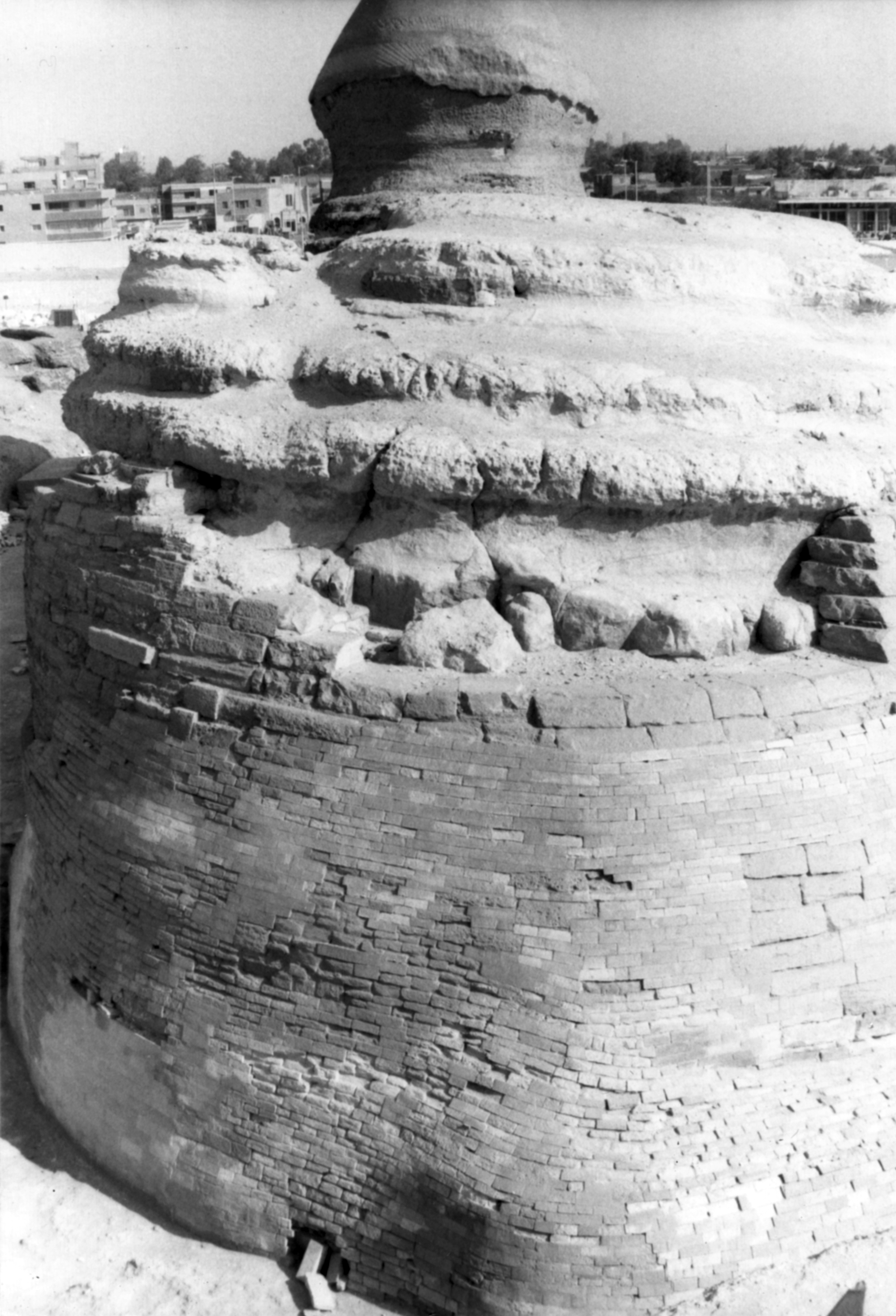
Romp van de sfinx, met ingang op grondniveau. Naast horizontale erosie is hier ook duidelijk verticale erosie te zien.

Het hoofd van de sfinx beeldde hoogstwaarschijnlijk de farao uit en is voorzien van de koninklijke nemes (hoofdtooi). De verhoudingen van het hoofd staan niet helemaal in evenwicht met het lichaam, doordat er bovenaan grotere erosiekrachten waren. In de oudheid was de sfinx waarschijnlijk beschilderd met felle kleuren: het hoofd en lichaam in het rood en de nemes in afwisselend gele en blauwe strepen. De sfinx was de bewaker van de piramides en werd geïdentificeerd met de god Harmachis (Hor-em-Achet), een verschijningsvorm van Horus. De sfinx is al verschillende malen gerestaureerd en is zwaar beschadigd: zijn neus, valse baard en uraeus zijn van het beeld gevallen. De valse baard zou van een latere tijd kunnen zijn.

### Zaal der archieven
Er wordt vaak gedacht dat er ruimtes binnen of onder de sfinx bestaan. Dit komt doordat oude teksten uit Egypte, de Westcarpapyrus, een beschrijving geven van een geheime kamer, de tempel van Thoth, waar de kennis van de oudheid in bewaard zou zijn. Deze tekst dateert echter zo'n duizend jaar na de 4e dynastie van Egypte. Het gerucht bleef hardnekkig, want ook de Romeinen en de Arabieren geloofden dat er geheime ruimtes waren onder het beeld. Tijdens de opgraving door Baraize in 1926 werd er ook nog een tunnel ontdekt in het noorden, maar deze kwam uit op een lege holte. Er zijn nog geen aanwijzingen dat de zaal der archieven niet tot de legenden behoort.

## Geschiedenis van de sfinx

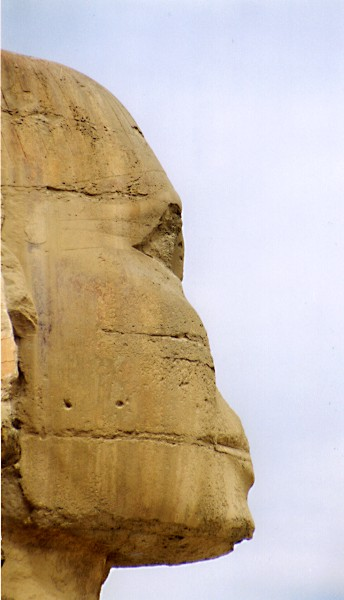
Profiel

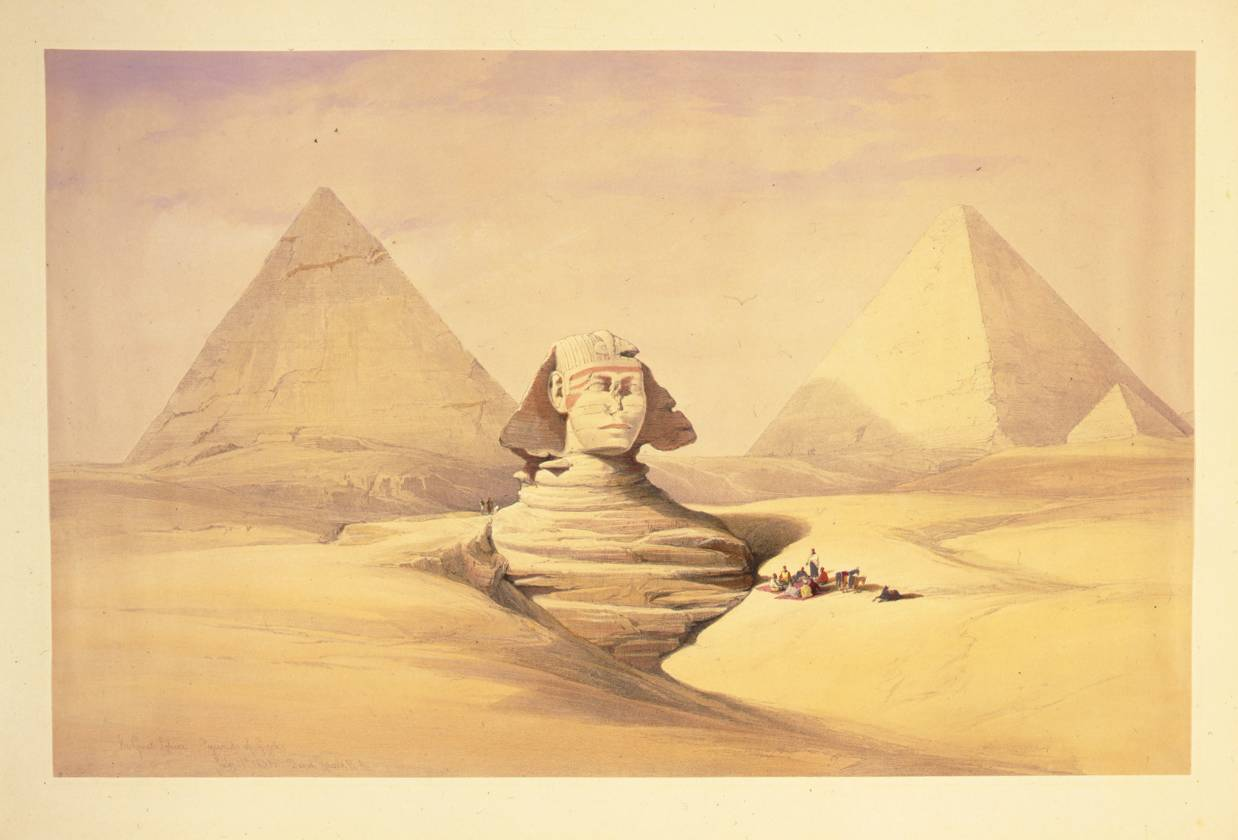
Lithografie uit 19e eeuw

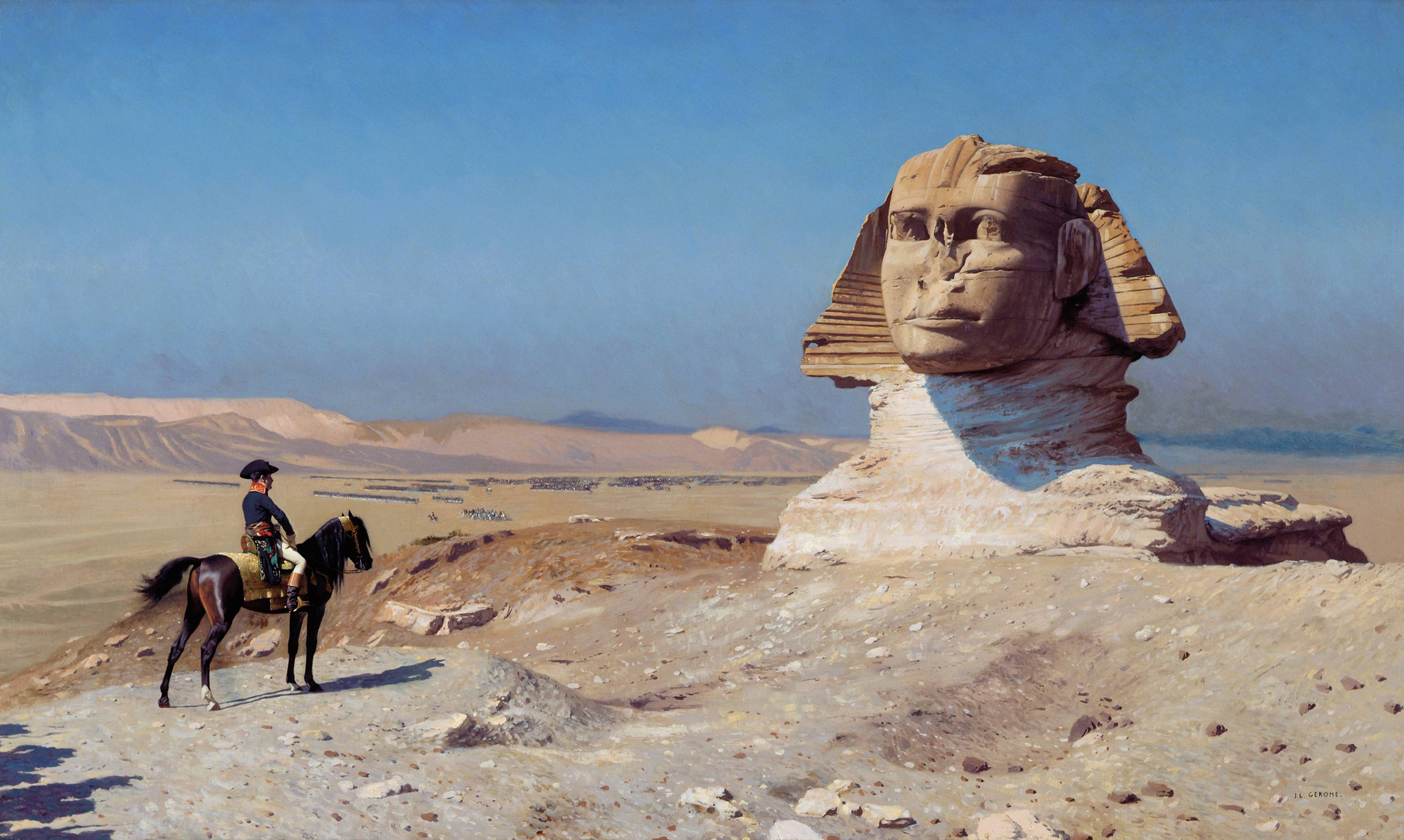
Bonaparte voor de Sfinx (1867-68), schilderij van Jean-Léon Gérôme

### Oudheid
De sfinx had in de oudheid een belangrijke cultus, maar dat kon toch niet verhinderen dat hij reeds in het Oude Egypte onder het zand bedolven raakte. Thoetmosis IV (ca. 1401-1391 v.Chr.) zou de sfinx opnieuw uitgraven. Op de zogenoemde droomstele van Thoetmosis IV is te lezen hoe hij nog als prins in slaap viel in de schaduw van de sfinx en de god Harmachis verscheen. Deze beloofde hem de troon als hij de sfinx opnieuw zou uitgraven. Thoetmosis IV werd farao en hield zich aan zijn belofte. De sfinx werd uitgegraven en Thoetmosis liet een stèle aan de voet van de sfinx neerplanten om dit te herdenken. Ramses II (ca. 1300-1213 v.Chr.) voerde opnieuw herstellingswerken uit, maar na hem werd de sfinx opnieuw onder het zand bedolven. Misschien was hij amper meer zichtbaar, want toen Herodotos in de 5e eeuw v.Chr. het complex van Gizeh bezocht had, maakte hij geen melding van de sfinx. Onder de Romeinse keizers Marcus Aurelius (121-180) en Septimius Severus (145-211) werd de sfinx nogmaals gerestaureerd, maar daarna verdween hij weer onder het zand.

### Moderne tijd
Grote delen van het beeld bleven zichtbaar en alle reizigers die het plateau bezochten waren onder de indruk van het beeld. Een eerste goede beschrijving krijgen we in 1555 van de Fransman Pierre Belon. In 1798 werd het beeld weer helemaal uitgegraven door de Expeditie van Napoleon naar Egypte (1798-1801) en zo werd de stele van Thoetmosis IV herontdekt. In 1816 voerde Giovanni Battista Caviglia nieuwe opgravingen uit en zo ontdekte hij de valse baard, die verscheept werd naar het British Museum. Professionelere opgravingen werden uitgevoerd door Auguste Mariette (1821-1881) en Gaston Maspero (1846-1916). In de 20e eeuw werden vooral restauraties uitgevoerd. De eerste was tussen 1926 en 1936 door de Franse ingenieur Émile Barzaine. Nieuwe restauratiewerken werden uitgevoerd in de jaren 80, maar het bleek dat deze de sfinx meer schade toebrachten en er werd besloten de steenlaag die voor de restauratie was aangebracht weer te verwijderen. Nu wordt er nagedacht over een nieuwe, betere manier om de sfinx van verval te vrijwaren.

## Identificatie en datering

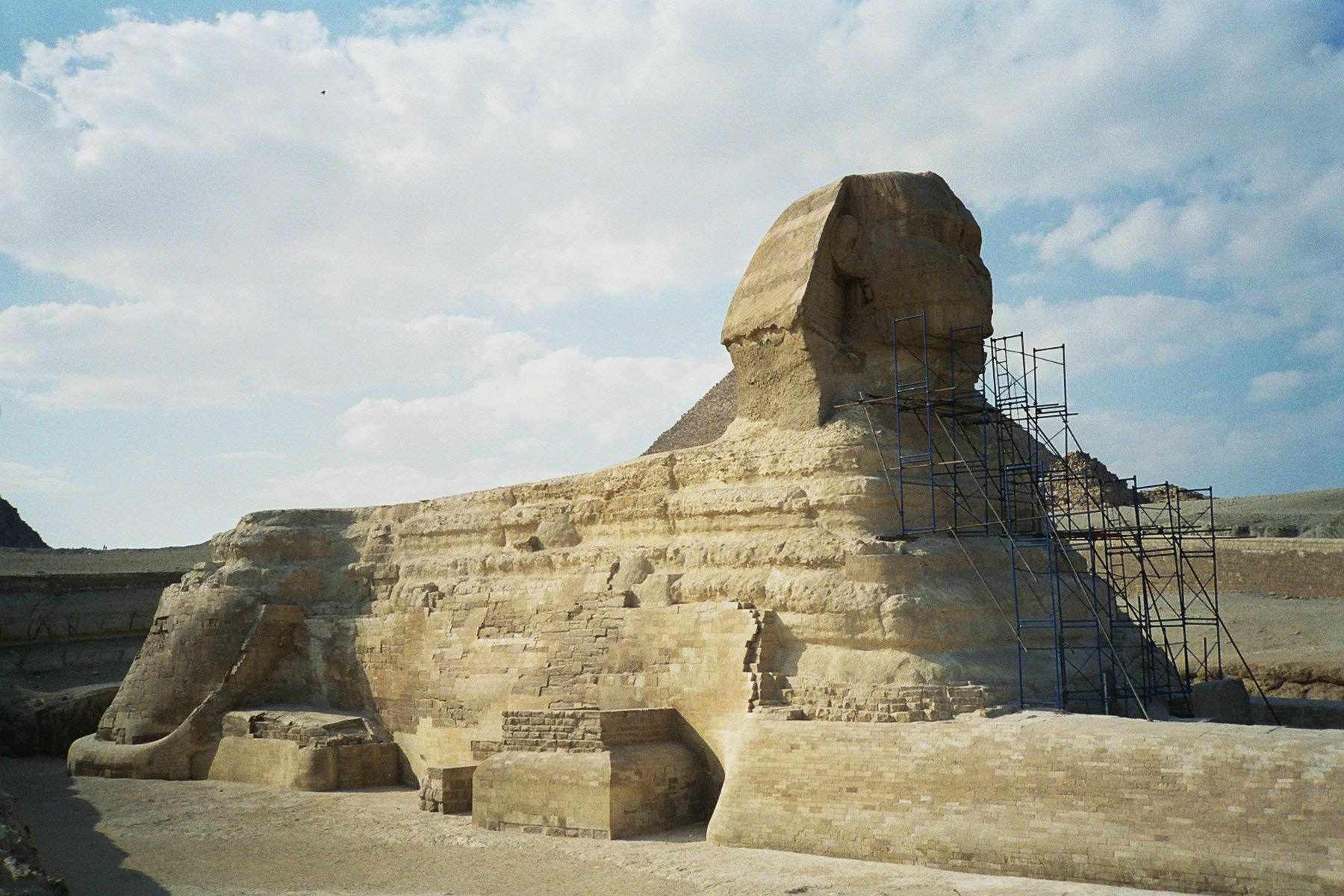
In de steigers anno 2006

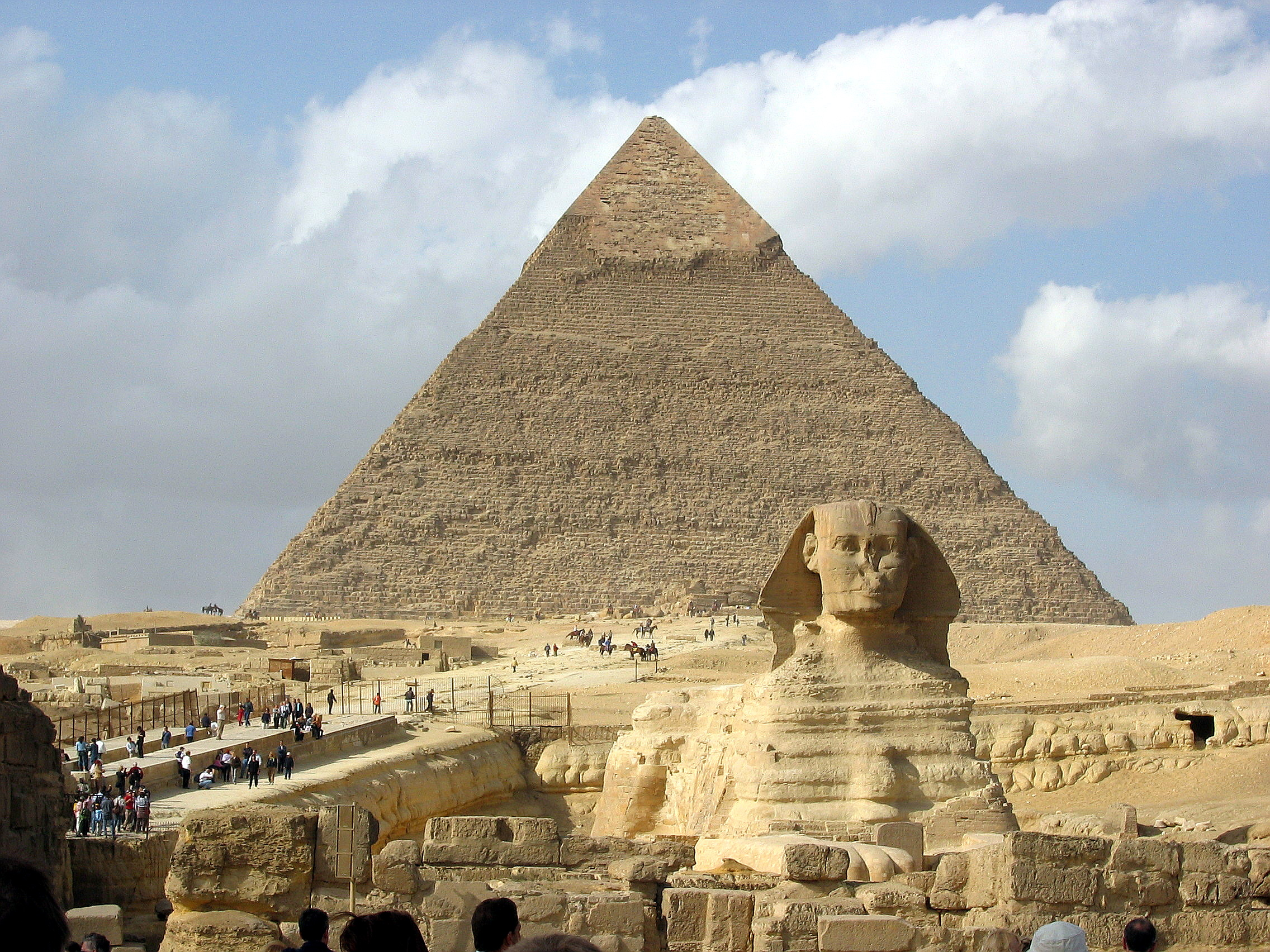
De sfinx voor de Piramide van Chefren

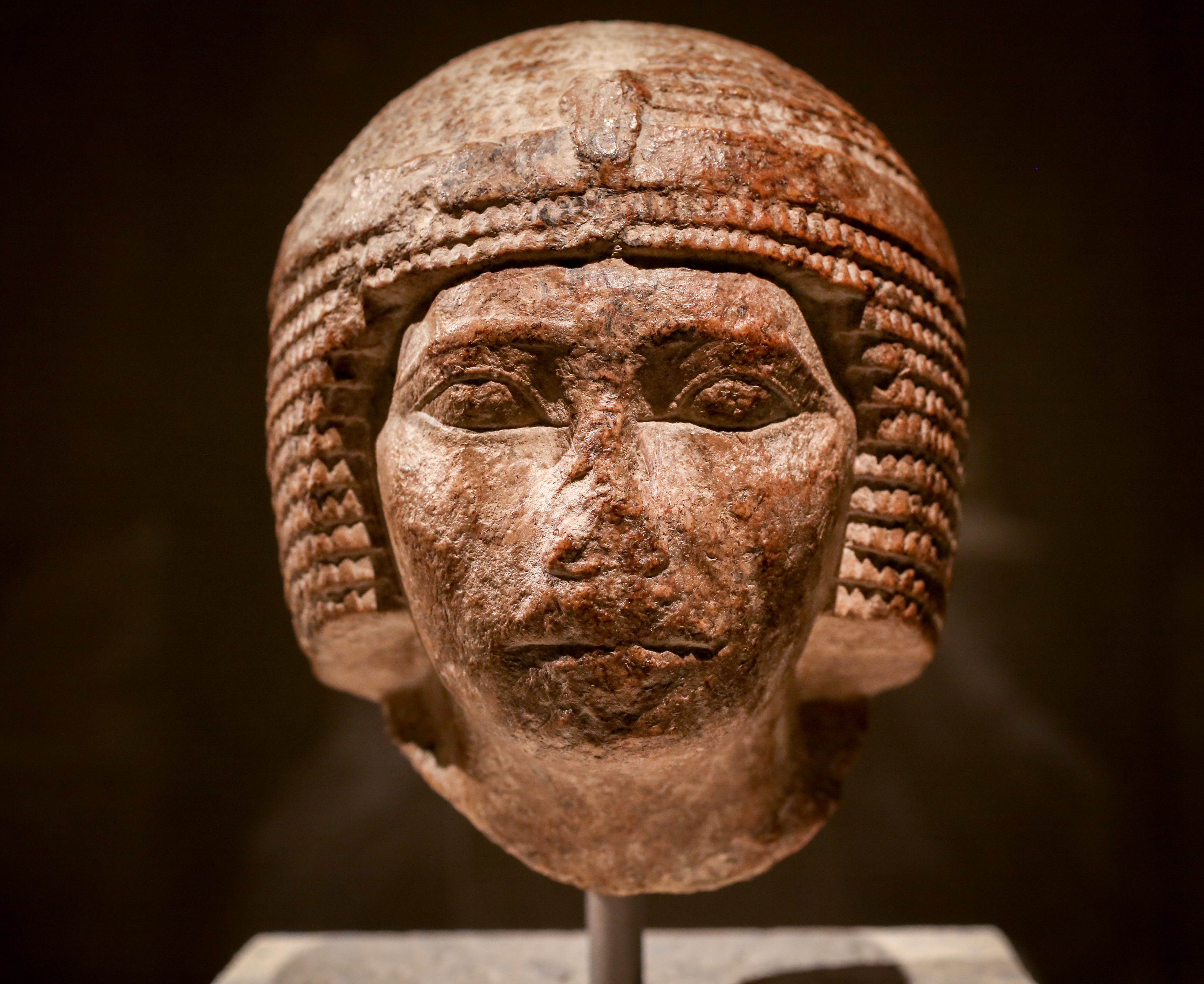
Hoofd van Cheops, ivoor, Altes Museum

Onder egyptologen is er debat of de sfinx onder Choefoe (Cheops, 2604 - 2581 v.Chr.), Djedefre (2581 - 2572 v.Chr.) of Chefren (Chafre, 2572 - 2546 v.Chr.) werd uitgehouwen. Tot op heden zijn er geen inscripties gevonden waaruit duidelijk blijkt dat een van de drie heersers de opdrachtgever is geweest. De meeste egyptologen kiezen voor de klassieke theorie dat Chefren de sfinx heeft laten uithouwen. Hun belangrijkste argumenten zijn de nabijheid van de daltempel van Chefren en de stele van Thoetmosis IV die Chefren noemt. Ook Zahi Hawass steunt deze theorieën, mede omdat hij gelooft dat de sfinx, Horus en Chefren aan elkaar kunnen worden gekoppeld. Horus was de zoon van Ra en Chefren de zoon van Choefoe. De sfinx wordt echter ook toegeschreven aan Djedefre, die tussen Choefoe en Chefren regeerde. Hij heeft immers niets nagelaten op het plateau van Gizeh en er zou ook een gelijkenis zijn met zijn gezichtskenmerken.
De identificatie met Choefoe is ook op gelijkenis gebaseerd. Het hoofd van de sfinx, dat hoogstwaarschijnlijk de farao die hem bouwde afbeeldt, heeft weinig gelijkenis met Chefren, maar lijkt wel goed op het gezicht van Choefoe. Ook staat de piramide van Choefoe vlak bij de sfinx en lijkt het erop dat de staatsieweg van Chefren in zijn verloop rekening moest houden 'met iets ouds', de sfinx. Andere argumenten voor Cheops zijn: de geheel geplisseerde Nemes-hoofddoek zoals ook te zien is op het hoofd van Cheops uit het Metropolitan Museum, mét kap, in tegenstelling tot wat bij Chefren het geval is, en zónder band in reliëfvorm op het voorhoofd, wat pas na Djedefre regel werd; de uraeus begint aan de onderste rand van de hoofddoek en is, anders dan bij Chefren en Mykerinos, zeer plastisch gevormd, met naturalistische details als de slangenhals en de schubben van de kap; opengesperde ogen zijn typerend voor de reservehoofden uit de Cheopsperiode; de oren van de sfinx zijn breed en naar voren geklapt, terwijl die bij Chefren zijn verlengd en dichter tegen de slapen liggen; doorslaggevend criterium is het ontbreken van een baard, bij de kin van de sfinx zijn geen sporen gevonden van een baard, de godenbaard is een toevoeging uit het Nieuwe Rijk en afbeeldingen van Cheops zijn zonder baard, terwijl Djedefre, Chefren en Mykerinos  wel een baard hebben.
Een van de huidige hypotheses is dat de sfinx van Gizeh door farao Chefren gebouwd zou zijn om de bouwdatum van zijn piramide voor eeuwig vast te leggen. Deze datum zou vastgelegd zijn met de positie van de sterren Sirius en Procyon (in de sterrenbeelden Grote en Kleine Hond) in combinatie met het sterrenbeeld Leeuw. Met de bouw van de piramide van farao Chefren werd op grond van deze hypothese in 2448 v.Chr. gestart.

## Tempel van de sfinx
De tempel van de sfinx is een onafgewerkte tempel uit de 4e dynastie van Egypte die rechts voor de sfinx is ontdekt. De tempel werd gebouwd uit kalksteen en roze graniet. Er waren twee ingangen die uitkwamen op een binnenhof met centraal een offertafel. De tempel was opgericht voor de drie zonnegoden: Chepri, Ra en Atoem. In de 18e dynastie werd iets ten noorden van de oude tempel een nieuwe gebouwd voor Harmachis.

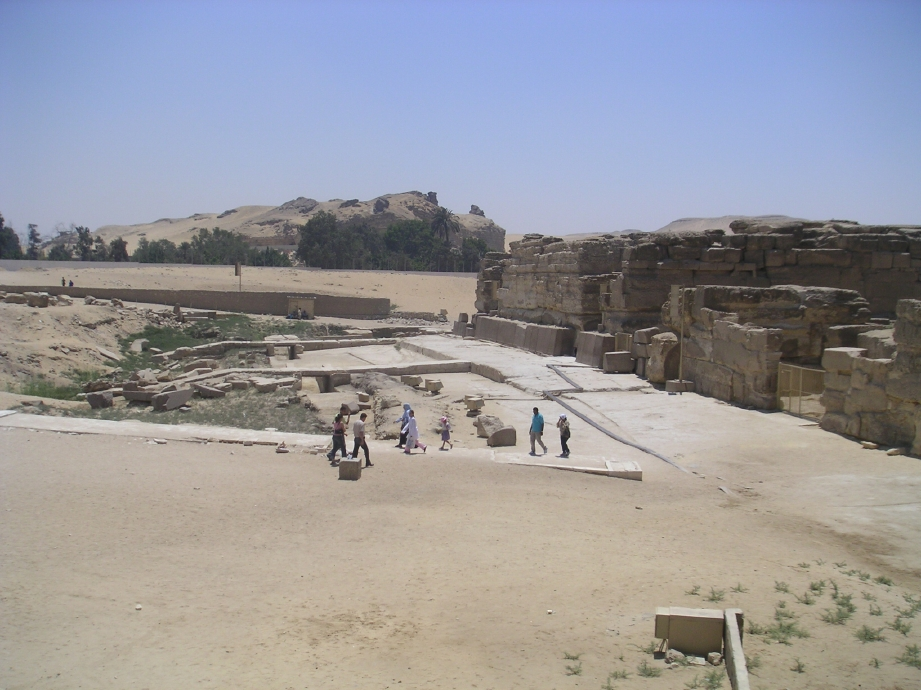
Tempel van de sfinx
Plattegrond van de tempel van de sfinx

## Trivia

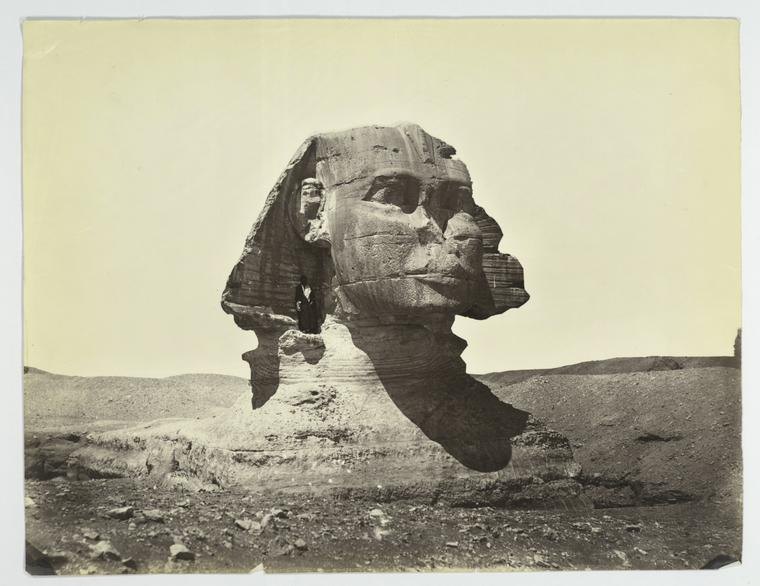
De sfinx in 1867. Let op de ongerestaureerde, originele conditie, het deels nog begraven lichaam en de man die bij het oor staat (fotograaf: Félix Bonfils).

- Omdat de neus van de sfinx ontbreekt wordt daar soms op grappige wijze een verklaring voor gegeven (bijvoorbeeld in het Asterix-album Asterix en Cleopatra uit 1965 en in de gelijknamige tekenfilm uit 1968). Een bekend verzinsel over de afgebroken neus van de sfinx wijt dit gebeuren aan de Franse keizer en krijgsheer Napoleon Bonaparte. Deze zou, toen hij zich op oorlogspad begaf en hierbij ook Egypte binnenviel, de neus van de sfinx hebben afgebroken met de bedoeling om de Egyptenaren (en dus indirect ook hun voorvaderen) te beledigen.[4]
- Op schetsen die Frederic Louis Norden in 1737 heeft gemaakt (in 1755 gepubliceerd) wordt de sfinx al zonder neus afgebeeld. Al drie eeuwen daarvoor, in de vijftiende eeuw, schrijft de Egyptische historicus al-Maqrizi het verloren gaan van de neus toe aan vandalisme in 1378 door Muhammad Sa'im al-Dahr, een soefifanaticus, die in woede uitbarstte toen hij Egyptische boeren aantrof die offerandes brachten aan de sfinx in de hoop dat ze zo hun oogst konden verhogen.[4]